# Sarral
Sarral (antiguamente Sarreal) es un municipio y localidad española de la provincia de Tarragona, en Cataluña. Perteneciente a la comarca de la Cuenca de Barberá, según datos de 2022 su población era de 1620 habitantes.  

## Toponimia
El municipio aparecía antes del censo de 1857 referido como Sarrial. A partir de dicha fecha pasó a conocerse como Sarreal, hasta el 18 de abril de 1984, cuando dicho nombre fue cambiado por Sarral.
El nombre del municipio surge de la contracción de Sa Real, que debe entenderse como 'sa villa real', ya que Sarral tenía este estatus: pertenecía al rey, como Montblanch, y estaba exenta del señorío de la nobleza, de la Iglesia o de las corporaciones.

## Historia
En el siglo XI y después de la reconquista, el lugar era conocido como Saüc y pertenecía a las tierras de castillo de Forès. El rey de Aragón y conde de Barcelona, Alfonso II, le otorgó carta de población en el año 1180, constituyéndose como «Villa Real», lo que le daría paso al nombre de "Sa Real". En 1187 el mismo rey concedió al monasterio de Santes Creus el privilegio de uso del yacimiento de cemento de la población y su horno. El 3 de noviembre de 1285, el rey Pedro II de Aragón cedió el dominio completo de las tierras al monasterio de Santes Creus, pero dada la oposición de la población a depender del cenobio, el lugar volvió a quedar en manos de la corona en 1383, igual que otras poblaciones cercanas como Montblanch.
Finalizada la Guerra de los Segadores, el rey Jaime II de Aragón entregó el lugar al marqués de Mortara como compensación por su lealtad durante la contienda. Al no tener descendencia el de Mortara, el lugar pasó al marqués de Figueira que fue señor del lugar entre 1800 y 1833.
Aunque se conoce la existencia de un castillo durante la Edad Media no queda ningún rastro de su presencia. Se supone que estuvo ubicado en el lugar en el que se encuentra el Ayuntamiento actual, en el centro de la villa. Se sabe también que la ciudad estuvo en un tiempo amurallada y que los muros fueron destruidos durante la guerra con Juan II de Castilla.
El 29 de marzo de 1810 nació en la localidad Pau Alió Anguera, teniente del ejército de Ramón Cabrera que durante la Primera Guerra Carlista conquistó la fortaleza de Morella.

## Demografía
Cuenta con una población de 1583 habitantes (INE 2024).
| Gráfica de evolución demográfica de Sarral entre 1842 y 2021 |
| |
| Población de derecho según los censos de población del INE Población de hecho según los censos de población del INEEn este censo se denominaba Sarrial: 1842 En estos censos se denominaba Sarreal: 1857, 1860, 1877, 1887, 1897, 1900, 1910, 1920, 1930, 1940, 1950, 1960, 1970 y 1981 Entre el censo de 1981 y el anterior, crece el término del municipio porque incorpora a 43087 (Montbrió de la Marca) |

En sus 52,39 km² de superficie encontramos tres poblaciones dentro del municipio: Sarral con categoría de vila, Montbrió de la Marca con categoría de població y Vallverd con categoría de llogarret.
| Entidad de la población | Habitantes 2023 |
| ----------------------- | --------------- |
| Sarral                  | 1567            |
| Montbrió de la Marca    | 27              |
| Vallverd                | 28              |
| Fuente: Idescat         |                 |

| 1497 f | 1515 f | 1553 f | 1717 | 1787 | 1857 | 1877 | 1887 | 1900 | 1910 |
| ------ | ------ | ------ | ---- | ---- | ---- | ---- | ---- | ---- | ---- |
| 142    | 153    | 199    | 1057 | 2580 | 2803 | 2465 | 2683 | 2217 | 2048 |

| 1920 | 1930 | 1940 | 1950 | 1960 | 1970 | 1981 | 1990 | 1992 | 1994 |
| ---- | ---- | ---- | ---- | ---- | ---- | ---- | ---- | ---- | ---- |
| 2239 | 2183 | 1795 | 1858 | 1630 | 1622 | 1431 | 1389 | 1363 | 1363 |

| 1996 | 1998 | 2000 | 2002 | 2004 | 2006 | 2008 | 2010 | 2012 | 2014 |
| ---- | ---- | ---- | ---- | ---- | ---- | ---- | ---- | ---- | ---- |
| 1413 | 1403 | 1430 | 1452 | 1492 | 1596 | 1686 | 1720 | 1662 | 1595 |

| 2016 | 2018 | 2020 | 2022 | 2024 | 2026 | 2028 | 2030 | 2032 | 2034 |
| ---- | ---- | ---- | ---- | ---- | ---- | ---- | ---- | ---- | ---- |
| 1587 | 1552 | 1558 | 1620 | -    | -    | -    | -    | -    | -    |

El 1857 incorpora Vallverd, y en 1975 Montbrió de la Marca adheridas a Sarral.

## Economía
La principal actividad económica es la agricultura, donde el cultivo de la viña es de vital importancia. Los vinos que se producen en estas tierras pertenecen a la denominación de origen Cuenca de Barberá. Existe también una importante industria de transformación del alabastro.

## Símbolos
El municipio no tiene un escudo normalizado y oficializado por la Generalidad de Cataluña. El escudo de Sarral se define por el siguiente blasón:
«De oro, cuatro palos de gules. Al timbre, corona de marqués.»
El escudo es la señal real debido a un privilegio otorgado en 1383 bajo el reinado de Juan I de Aragón, el cual le permite utilizar como escudo propio, el escudo de Cataluña. La corona de marqués debe hacer alusión a la cesión en 1653 de Felipe IV de los derechos de señorío de Sarral al marqués de Mortara.

## Cultura

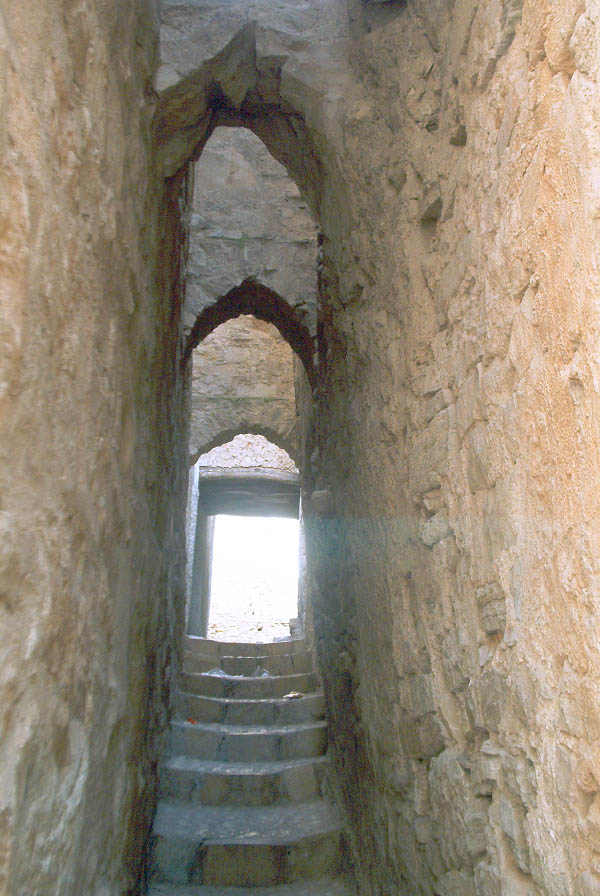
Calle de Sarral en el antiguo distrito de los judíos

Bodega del Sindicato de Vinicultores de Sarral
La bodega cooperativa Portell es una obra modernista del arquitecto Pere Domènech y Roura de 1914. Está formado por tres naves, más elevada la central al estilo de las masías catalanas. Los ventanales verticales con forma rectangular escalan en la fachada siguiendo el pendiente de la cubierta y se organizan de dos en dos las naves laterales. Hay que destacar también que los depósitos están soportados por tres pilares de ladrillo visto y coronados con cubierta cónica. El año 1934 se añadió un segundo edificio casi idéntico al primero.
Iglesia Santa María
La iglesia parroquial está dedicada a Santa María y se construyó en el lugar en el que se encontraba la antigua iglesia románica. Esta iglesia fue destruida en 1464 y se reconstruyó en estilo gótico. Esta segunda iglesia quedó también muy deteriorada durante la Guerra de los Segadores. Fue reconstruida en diversas ocasiones; aún conserva una portalada del periodo gótico.
Ermita dels Sants Metges
A un kilómetro del centro de la villa se encuentra el santuario conocido como la Ermita dels Sants Metges, dedicado a San Cosme y San Damián. El edificio original es del siglo XV, restaurado a principios del siglo XIX quedó prácticamente devastado durante la guerra civil y fue ampliado en el siglo XVIII. En 1967 se restauró por completo. De la nueva construcción destaca sobre todo el vitral-fachada de 8 metros de ancho por una altura similar que ocupa completamente el frontispicio de la ermita, obra de Josep Grau-Garriga. Está montado con una estructura de hierro que enmarca y retícula todo tipo de utillajes del campo, formando una bella composición centralizada con una especie de círculos que recuerda la típica rosetón. De camino hasta la ermita se encuentran las doce estaciones del viacrucis donde es tradición por Semana Santa hacer la procesión.
Calle de los judíos
Cerca del ayuntamiento, en el casco antiguo del pueblo encontramos una de las calles más estrechas de España y la más estrecha de Cataluña, con tan solo 62 cm de pared a pared, la calle de los judíos. Una calle que va de la plaza de la iglesia a la calle mayor y que destaca por sus arcos que lo atraviesan. Por su singularidad, la tradición popular fue que se denominara calle de los Judíos. Una de las partes fue reconstruida de nuevo cuando se derribó en 1983. Como en otras poblaciones de la comarca (Montblanch, Santa Coloma, la Espluga) en Sarral también había una judería, muy modesta, que fue un apéndice de la judería de Montblanch. Hacia 1370 vivían dos cirujanos, Astruch y Abraham dez Portell. La cota demográfica de Sarral no dio para formar un callo. 
Casa de la cultura
La actual casa de la cultura alberga la biblioteca municipal pero está situada en la calle Hospital ya que en su día fue un Hospital y hospicio.
Molino del Potau
Situado en una de las entradas el pueblo, a pie de calle, el Molino del Potau muestra el ingenio de un molino de aceite. Se conservan todos los elementos de la prensa de libra (libra, tornillo, embarrador, balanzas y espadilla), el rodillo con la muela y bajo mola, y varias picas.
Museo del Alabastro'
Museo del alabastro Archivado el 25 de febrero de 2021 en Wayback Machine. de titularidad privada dedicado al alabastro. La exposición consta de 4 salas donde se muestra la intensa relación que la localidad de Sarral ha tenido con este valioso mineral opaco y parecido al mármol, pero translúcido cuando se ve a contraluz. Durante muchos años la artesanía de alabastro ha sido una de las principales actividades económicas de Sarral. Este mineral se extrae de las canteras de la villa al menos desde tiempos de los romanos, y a principios del siglo XX era la principal actividad económica de la población con más de treinta talleres que lo trabajaban.
Otros monumentos
Existe una lista de monumentos de Sarral incluidos en el "Inventario del Patrimonio Arquitectónico Catalán" para el municipio de Sarral que incluye los inscritos en el Registro de Bienes Culturales de Interés Nacional (BCIN) con la clasificación de monumentos históricos, los Bienes Culturales de Interés Local (BCIL) de carácter inmueble y el resto de Bienes Arquitectónicos integrantes del patrimonio cultual.

### Fiestas
Fiesta mayor
Sarral celebra su fiesta mayor el último fin de semana del mes de julio. Existe también una tradición según la cual el Juan de mayor edad del pueblo es el encargado de encender el fuego la noche de San Juan.
Fiesta de los quintos
Es la segunda fiesta más importante del pueblo celebrada desde el año 1942 el sábado más próximo a la Diada de San Antonio (en enero) y enfocada a celebrar la mayoría de edad de los chicos que posteriormente irían a hacer al servicio militar. Aunque actualmente ya no existe el servicio militar en España, la fiesta se ha mantenido como una tradición en la que el programa de la fiesta está organizado por los mismos jóvenes (a excepción del año 2019, en que la fiesta fue organizada por el ayuntamiento por falta de quintos) y participa de forma abierta todo el pueblo. 
Siguiendo la tradición, la fiesta suele incluir en torno a las 9:30 un pasacalle ruidoso por las calles del pueblo, seguido por la tradicional ofrenda a San Antonio Abat en la parroquia de Santa María de Sarral. Acto seguido se da la salida de las carrozas participantes a las tres vueltas de San Antonio, los "Tres Tombs" desde el paseo del VIII Centenario acompañados de Charanga, una carnaval de invierno donde las diferentes pandillas ("colles") compiten para ser la mejor o más original. La primera carroza siempre son los Quintos del año que van con traje, corbata y sombrero negro. En el tramo final de la tercera vuelta suele haber una guerra de caramelos y al terminar las tres vueltas se realiza la entrega de premios de las carrozas con café, copa, puro y la venta de números para el sorteo de la noche. A media tarde la fiesta sigue con baile de tarde y de noche. 
Fiesta de las Pubillas
La fiesta de las Pubillas se celebra al cabo de unos tres meses de los Quintos y tiene como protagonistas las jóvenes del pueblo que asumen la mayoría de edad ese año. Hay Sardanas y bailes populares. En 2020, en lugar de tener que bailar sardanas habían planeado un vermú musical y ellas mismas se habían pagado las orquestas, pero el acto no se acabó haciendo por el Covid-19. 
En el año 2020 las Pubillas de Sarral solicitaron unificar la fiesta de los quintos (varones) con las Pubillas (mujeres) y el Ayuntamiento se mostró favorable a modificar la organización de ambas celebraciones tal como reivindican en un vídeo las herederas de este municipio, siete chicas que colgaron en las redes sociales un mensaje dirigido a todo el pueblo para contar con el soporte popular que les ayudara a cambiar las fiestas por sexo y actualizarlas. A pesar de la aceptación del Ayuntamiento, en enero de 2020 la propuesta no fue aceptada por los jóvenes Quintos de ese año y se hizo por separado como hasta el momento. En 2021 no se celebraron debido al Covid-19 y no hay noticias de que en 2022 - si se pueden celebrar, se haga una fiesta común o no.
La reivindicación de las chicas consiste en poder organizar ellas mismas su fiesta – de la misma manera que hacen los chicos en los Quintos, y trabajar conjuntamente en la fiesta más importante, que es la de los Quintos. Entre todas las actividades que se realizan, hay acciones tan simples como que los chicos eligen con quién bailar y van sobre la carroza principal, mientras que en la fiesta de las Pubillas están obligadas a bailar con sus padres y no hay carrozas.

### Rutas
En 2012 el Ayuntamiento de Sarral presentó un coleccionable de 8 rutas para hacer a pie y en BTT por Sarral y su término. Sarral, patrimonio y naturaleza es el título genérico que reúne unos itinerarios de gran riqueza paisajística que se irán editando y marcando a lo largo del trienio 2013-2015. Los itinerarios están señalizados a lo largo de todo el recorrido y están agrupados por grado de dificultad, desde un paseo llano de 2,5 km hasta rutas con un desnivel considerable y de distancias que rondan los 25 km.
| Ruta | Nombre                  | Color    | Distancia | Tiempo   | Dificultad | Desnivel | Recorrido |
| ---- | ----------------------- | -------- | --------- | -------- | ---------- | -------- | --- |
| 1    | Vino y de la artesanía  | Blanco   | 2,5 km    | 40min    | Nivel 1    | 50 m     | Iglesia Santa María, Camino de la Huerta a la orilla del río Vallverd, Museo del Alabastro y Bodega Modernista y Cooperativa Vinícola                             |
| 2    | Vallcervera             | Verde    | 8,2 km    | 1h 50min | Nivel 2    | 200 m    | Fuente de Dalt, Ermita de Sants Metges, Coma de San Juan, Comallarets y Vallcervera                                                                               |
| 3    | Anguera                 | Azul     | 9,3 km    | 2h 20min | Nivel 2    | 120 m    | La Coma, El Salt, Sant Pere d’Anguera y Les Forques |
| 4    | Barracas de piedra seca | Amarillo | 14,5 km   | 3h 45min | Nivel 3    | -        | Les Guixeres, Presa Romana, Comorera, El Diumenge, Sant Pere, La Salada, L'Escanceta, Pou dels capellans y Cooperativa Vinícola                                   |
| 5    | Mas del Sanahuja        | Lila     | 17,4 km   | 4h 20min | Nivel 3    | -        | Ciment del Calafo, L'Escanceta, Caràs, Mas del Sanaüja i Fassina, Tuells, Pedrenyà, Sant Pere, El Tossal, El Diumenge, Presa Romana, Creu de Terme y El Picaire   |
| 6    | Las cuevas              | Rojo     | 19,3 km   | 5h       | Nivel 4    | 630 m    | Barranco de la Solana, Cueva del Cano, La Collada de Maldà, Cueva del Potau y Río de la Horteta                                                                   |
| 7    | Cogulló                 | Marrón   | 15,9 km   | 4h 15min | Nivel 4    | 665 m    | Valldossera, Cueva Cativera y Cogulló, Montoncito del Trigo, Calle de los Caballeros y El Salto de Anguera                                                        |
| 8    | Pedanías                | Negro    | 24,7 km   | 6h 15min | Nivel 5    | 786 m    | Gorg de Targa y Molino del Temple, Fuente Cercada y Montbrió de la Marca, Mas del Erassa, Mas Cogul y Vallverd, Sierra de Comaverd y Los Comellarets y Los Vilars |